# Tibaná (kommun)
Tibaná är en kommun i Colombia.   Den ligger i departementet Boyacá, i den centrala delen av landet, 100 km nordost om huvudstaden Bogotá. Antalet invånare är 9 711.